# سيتروين إكسارا
سيارة سيتروين اكسارا هي سيارة مطورة عن سيارة سيتروين زد إكس وبيجو 306، وهي ذات ثلاثة أنواع من الهياكل: الصغير أي س د والذي هو غالباً ما يستعمل للسباقات وايضا الهيكل المتوسط المعروف بbreak وهو هيكل قوي وغالبا ما تكون به محركات90 hdi 2.0 اما الهيكل الأكبر فهو هيكل بيكاسو وهو يحتضن أكبر المحركات وهو hdi 2.0 110 هذه السيارة تتميز جمال نتيجة الاضواء الانسيابية البيضاوية بها كرات الهواء امامية وجانبية بها أيضا نظام منع الانزلاق ABS مقود هيدروليكي وجميع النسخ ذات دفع امامي دون نسيان نظام تشغيل الاضواء الاوتوماتيكي وايضا الماسحات.

## المقدمة
سيتروين إكسارا Citroën Xsara (بالفرنسية"zɑːrə) هي سيارة عائلية صغيرة (الفئة سي في أوروبا) أنتجتها شركة صناعة السيارات الفرنسية سيتروين من 1997 إلى 2006. كانت إكسارا عبارة عن تطوير لسيارتي سيتروين زد إكس وبيجو 306، والتي تشترك في  منصة وتشغيل المعدات.
جاء في ثلاثة وخمسة أبواب هاتشباك (نوتشباك) وأنماط هيكل من خمسة أبواب؛ تم تسويق العقار على أنه كسر وثلاثة أبواب باسم الكوبيه. يشترك التصميم مع إكسانتيا الأكبر في تصميم بيرتون، ولكن تم اعتباره لطيفاً من قبل مطبعة السيارات.
تشتمل مجموعة المحركات الأربعة المستقيمة على محركات بنزين 1.4 و1.6 و1.8 و2.0 لتر بالإضافة إلى محركات الديزل 1.6 و1.9 و2.0 لتر التي تعمل بسحب الهواء الطبيعي والشحن التوربيني في بعض البلدان، مثل البرتغال، كان محرك الديزل TUD5 سعة 1.5 لتر متاحاً أيضاً.
كانت إكسارا هي سيارة، سمبيرت الأيرلندية لعام 1998 في أيرلندا.

## تصميم الهيكل
قاد النطاق المألوف من مجموعات نقل الحركة PSA العجلات الأمامية لهيكل مصمم على ما يبدو. في المقدمة، كان هناك تخطيط قياسي لدعامة ماك بيرسون مع شريط مضاد للفة، بينما استخدم الجزء الخلفي شريط التواء / ذراع خلفي مستقل تماماً باس بيجو-سيتروين، والذي تم تقديمه لأول مرة في ملكية بيجو 305.
ومع ذلك، استخدم مهندسو الهيكل في باس بعض الميزات غير العادية، بما في ذلك التوجيه السلبي للعجلة الخلفية، على الرغم من أنه أقل من زد إكس، (عن طريق شجيرات الامتثال المصممة خصيصاً في التعليق الخلفي) وامتصاص الصدمات الذي تم تطويره وبناءه داخلياً.
في الأميال العالية، يكون هذا عرضة للتآكل من شجيرات تثبيت المحور التي يمكن إصلاحها بسهولة. كما أنه عرضة للتآكل في محامل الذراع الخلفية للمحور الخلفي، والتي ترتدي بعد ذلك أنابيب محور الذراع الخلفية، مما يتطلب إعادة بناء باهظة الثمن أو تجميع محور بديل.
يتم وضع محركات الديزل والبنزين ذات السعة الأكبر في الخلف قدر الإمكان في حجرة المحرك، في محاولة لوضع أكبر قدر ممكن من الوزن خلف خط المحور الأمامي، وكذلك تقليل مركز الثقل، مع تحسين توزيع الوزن وتقليل التوجيه.

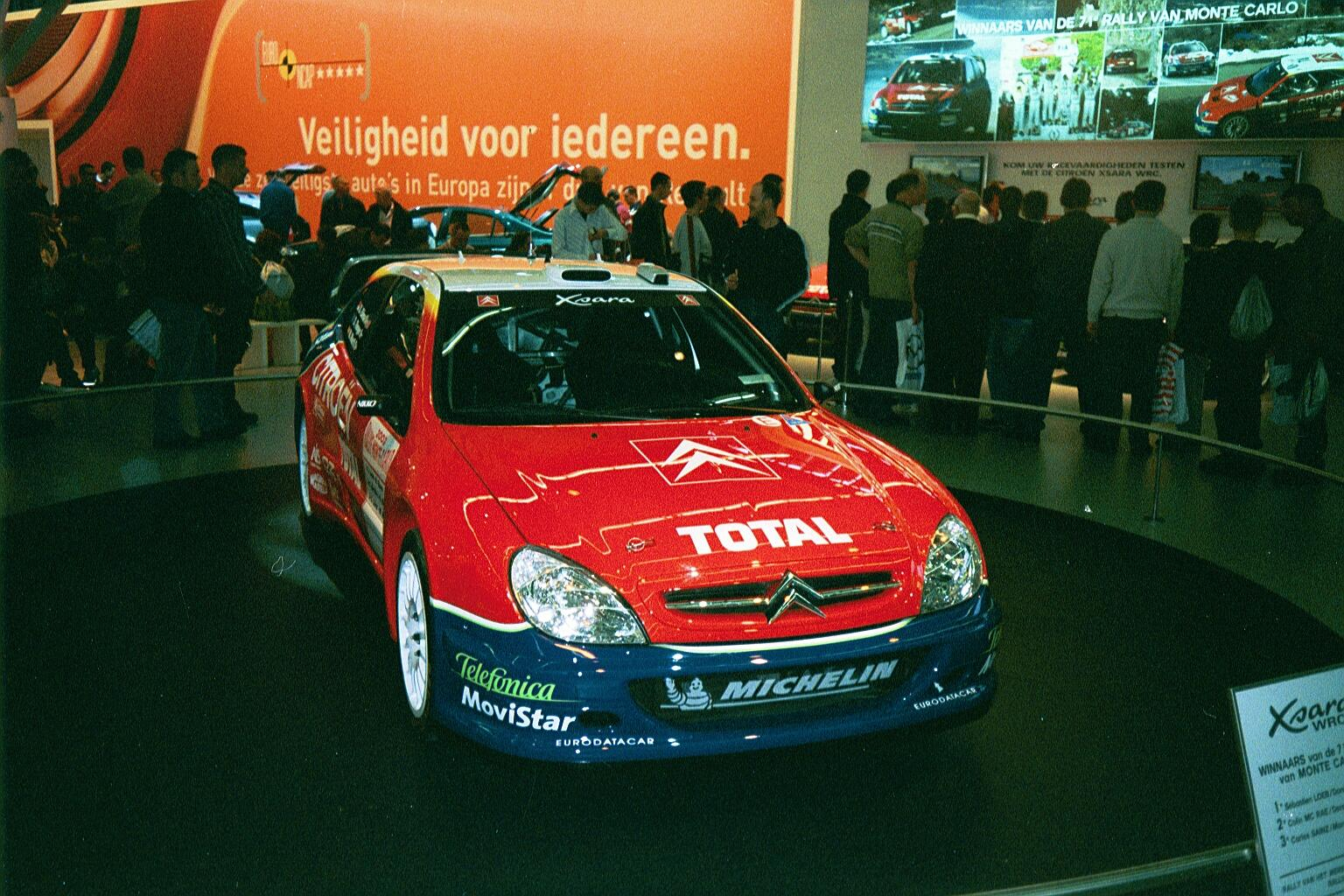

| سيتروين كسارا  | سيتروين كسارا |
| ملخص           | ملخص |
| -------------- | --- |
| الصانع         | سيتروين |
| إنتاج          | 1997-2006 |
| المجسم         | فرنسا: باس رينزإسبانيا: مدريدإسبانيا: فيغو باسأوروغواي: (بارا دي كاراسكو)الصين: ووهان، هوبىمصر: القاهرة (أ.أ.ف)                    |
| الجسم والشاسيه | |
| فصل            | سيارة عائلية صغيرة (سي ) |
| نمط الجسم      | 5-باب هاتشباك (نتشباك)3-باب هاتشباك (نتشباك)5-باب العقارات                                                                         |
| تخطيط          | محرك أمامي، دفع أمامي |
| متعلق ب        | سيتروين زد إكسبيجو 306سيتروين كسارا بيكاسو                                                                                         |
| أبعاد          | |
| قاعدة العجلات  | 2,540 مم (100.0 بوصة) |
| طول            | 5 أبواب: 4,167-4,188 ملم (164.1-164.9 بوصة)3 أبواب: 4,167-4,188 ملم (164.1-164.9 بوصة)العقار: 4,350-4,369 ملم (171.3 - 172.0 بوصة) |
| عرض            | 1,705 مم (67.1 بوصة) |
| ارتفاع         | 5 أبواب: 1405 ملم (55.3 بوصة): 1420 ملم (55.9 بوصة)                                                                                |
| التسلسل الزمني | |
| السلف          | سيتروين زد إكس |
| خليفة          | سيتروين سي 4 |

## ملخص

### قبل شد الواجهة
تم إطلاق إكسارا الأصلية في سبتمبر 1997، وكانت متوفرة بخيارات محركات مختلفة:
- 1.4 لتر (1361 سم مكعب 8 صمامات SOHC) 55 كيلو واط (75 حصان، 74 حصان) بنزين 4 أسطوانات TU3 JP 111 نيوتن متر
- 1.6 لتر (1587 سم مكعب) 66 كيلو واط (90 حصان، 89 حصان) محرك بنزين رباعي الأسطوانات TU5 JP 136 نيوتن متر
- 1.8 لتر (1761 سم مكعب) 66 كيلو واط (90 حصان، 89 حصان) XU7 JB أربع أسطوانات بنزين
- 1.8 لتر (1761 سم مكعب) 76 كيلو واط (103 حصان، 102 حصان) XU7 JP بنزين رباعي الأسطوانات
- 1.8 لتر (1761 سم مكعب دوتش ذو 16 صماماً) 82 كيلو واط (110 حصان) XU7 JP4 بنزين رباعي الأسطوانات 155 نيوتن متر
- 2.0 لتر (1998 سم مكعب) 92 كيلو واط (125 حصان، 123 حصان) XU10 J2C بنزين رباعي الأسطوانات
- 2.0 لتر (1998 سم مكعب 16 صمام دوتش) 99 كيلو واط (135 حصان، 133 حصان) XU10 J4R بنزين رباعي الأسطوانات
- 2.0 لتر (1998 سم مكعب 16 صمام دوتش) 122 كيلو واط (166 حصان، 164 حصان) XU10 J4RS بنزين رباعي الأسطوانات (يستخدم في إكسارا VTS)
- 1.5 لتر (1527 سم مكعب) 43 كيلو واط (58 حصان، 57 حصان) ديزل TUD5
- 1.9 لتر (1905 سم مكعب) 50 كيلو واط (68 حصان، 67 حصان) ديزل XUD9A
- 1.9 لتر (1868 سم مكعب) 51 كيلو واط (69 حصان، 68 حصان) ديزل DW8
- 1.9 لتر (1905 سم مكعب) 55 كيلو واط (75 حصان، 74 حصان) ديزل XUD9B SD
- 1.9 لتر (1905 سم مكعب) 66 كيلو واط (90 حصان، 89 حصان) محرك توربيني XUD9TE
- 2.0 لتر (1997 سم مكعب) 66 كيلو واط (90 حصان، 89 حصان) DW10 TD توربوديزل
- 2.0 لتر (1997 سم مكعب) 80 كيلو واط (109 حصان؛107 حصان) DW10 ATED توربوديزل

### بعد شد الواجهة
في سبتمبر 2000، تم تجميل كسارا.
أصبحت السيارة الآن أكثر صلابة (تحسين السلامة والتحكم) وكان لها تصميم أمامي جديد وبعض التعديلات الداخلية (مثل: عجلة قيادة جديدة). وشهدت عملية شد الوجه أيضاً إدخال الأسلاك المتعددة.
تم طرح محركات 1.6 و2.0 16 صمام جديدة وإزالة 1.8 لتر. (الآن يتم تقديم إكسارا مع خيارات المحرك التالية:
- 1.4 لتر (1361 سم مكعب 8 صمامات سوتش) 55 كيلو واط (74 حصان) TU3 JP بنزين رباعي الأسطوانات 121 نيوتن متر (تم تغيير المحفز وموقعه).
- 1.6 لتر (1587 سم مكعب 16 صمام دوتش) 81 كيلو واط (109 حصان) TU5 JP4 بنزين رباعي الأسطوانات (محرك TU5 JP جديد، تم استبداله بثماني صمامات)
- 2.0 لتر (1998 سم مكعب 16 صمام دوتش) 122 كيلو واط (164 حصان) XU10 J4RS بنزين رباعي الأسطوانات (مستخدم حتى 2002)
- 2.0 لتر (1998 سم مكعب 16 صمام دوتش) 101 كيلو واط (135 حصان) EW10 J4 بنزين رباعي الأسطوانات (محرك جديد، تم استبداله XU10)
- 1.4 لتر (1398 سم مكعب) إتش دي آي 50 كيلوواط (68 حصان DW4 TD 01. 2004-31 ديسمبر 2004
- 1.5 لتر (1527 سم مكعب) 43 كيلو واط (58 حصان، 57 حصان) ديزل TUD5
- 1.9 لتر (1868 سم مكعب) 51 كيلو واط (69 حصان، 68 حصان) ديزل DW8 (مستخدم حتى 2002)
- 1.9 لتر (1868 سم مكعب) 53 كيلو واط (72 حصان، 71 حصان) ديزل DW8B (جديد)
- 2.0 لتر (1997 سم مكعب) 66 كيلو واط (90 حصان، 89 حصان) DW10 TD توربوديسيل (تم تغيير المحفز، تمت إزالة كاتم الصوت المركزي لاحاً)
- 2.0 لتر (1997 سم مكعب) 79 كيلو واط (107 حصان؛ 106 حصان) DW10 ATED توربوديزل (جديد)

نموذج 2002 كان لديه تعديلات طفيفة في الداخل (على سبيل المثال طريقة مختلفة للتحكم في نظام الصوت من عجلة القيادة). في فبراير 2003، كانت هناك أيضاً بعض التعديلات الخارجية (مثل المصد الأمامي الجديد).
تم إيقاف إنتاج إكسارا هاتشباك واستبداله بـ سي 4 في نوفمبر 2004.
يستمر إنتاج إكسارا للسوق الصينية بواسطة دونغفنغ سيارات بيجو سيتروين، وهي مشروع مشترك مع مجموعة ب.س.أ.
استمرت إكسارا بيكاسو الصغيرة MPV بالتزامن مع خليفتها الذي كان يعتمد على سي 4.  أصبح «بيكاسو» اسم مشتقات MPV لأي طراز من طرازات سيتروين.

## المبيعات والإنتاج
العام ملاحظات المبيعات في جميع أنحاء العالم الإنتاج
في عام 2012 بيع 1,800 سيارة - إجمالي الإنتاج يصل إلى 3,364,000 وحدة.

## المعرض

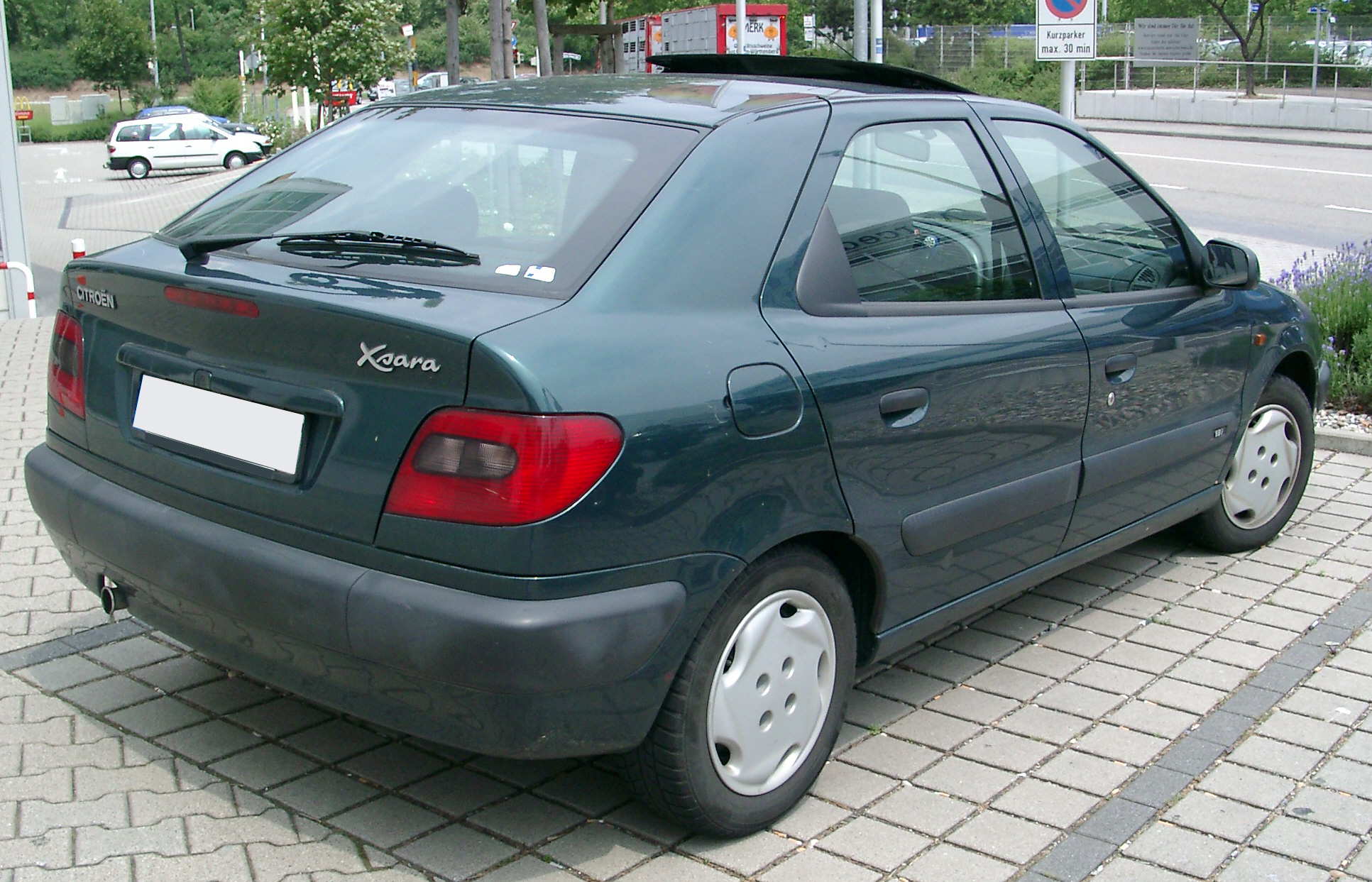
ما قبل شد الواجهة الخلفي (2007)
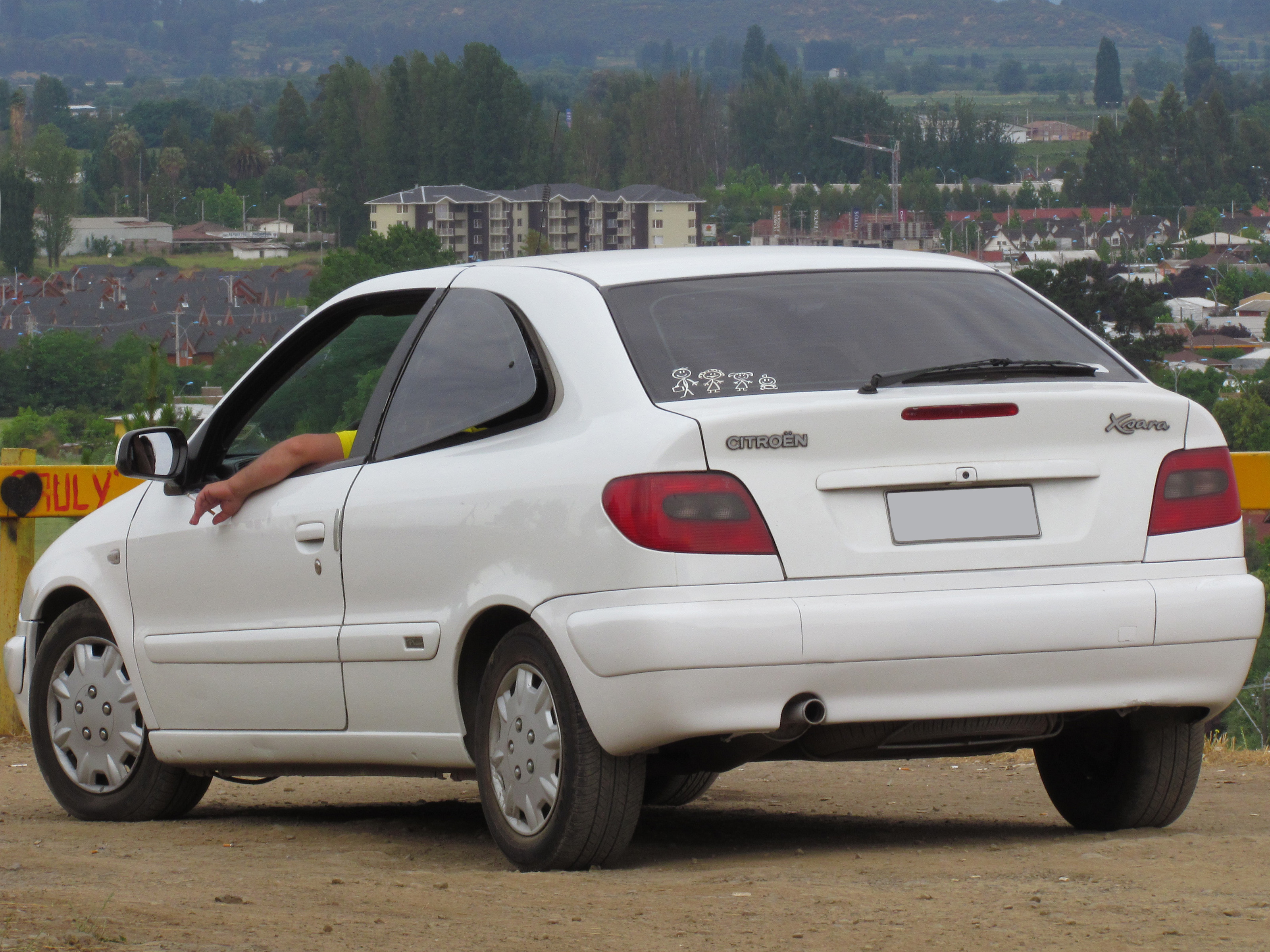
سيتروين اكسارا كوبيه 2001
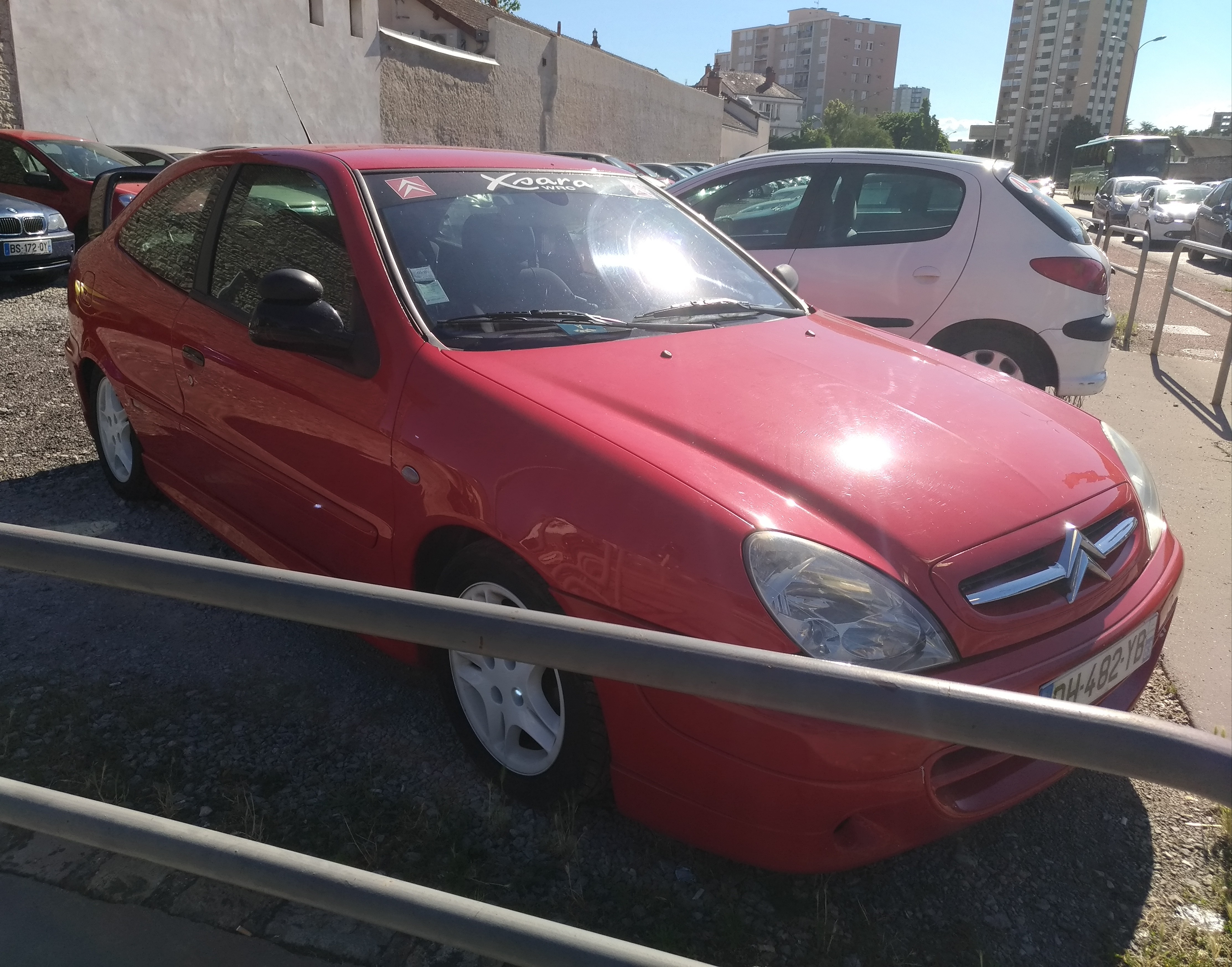
سيتروين اكسارا في تي إس سبورت
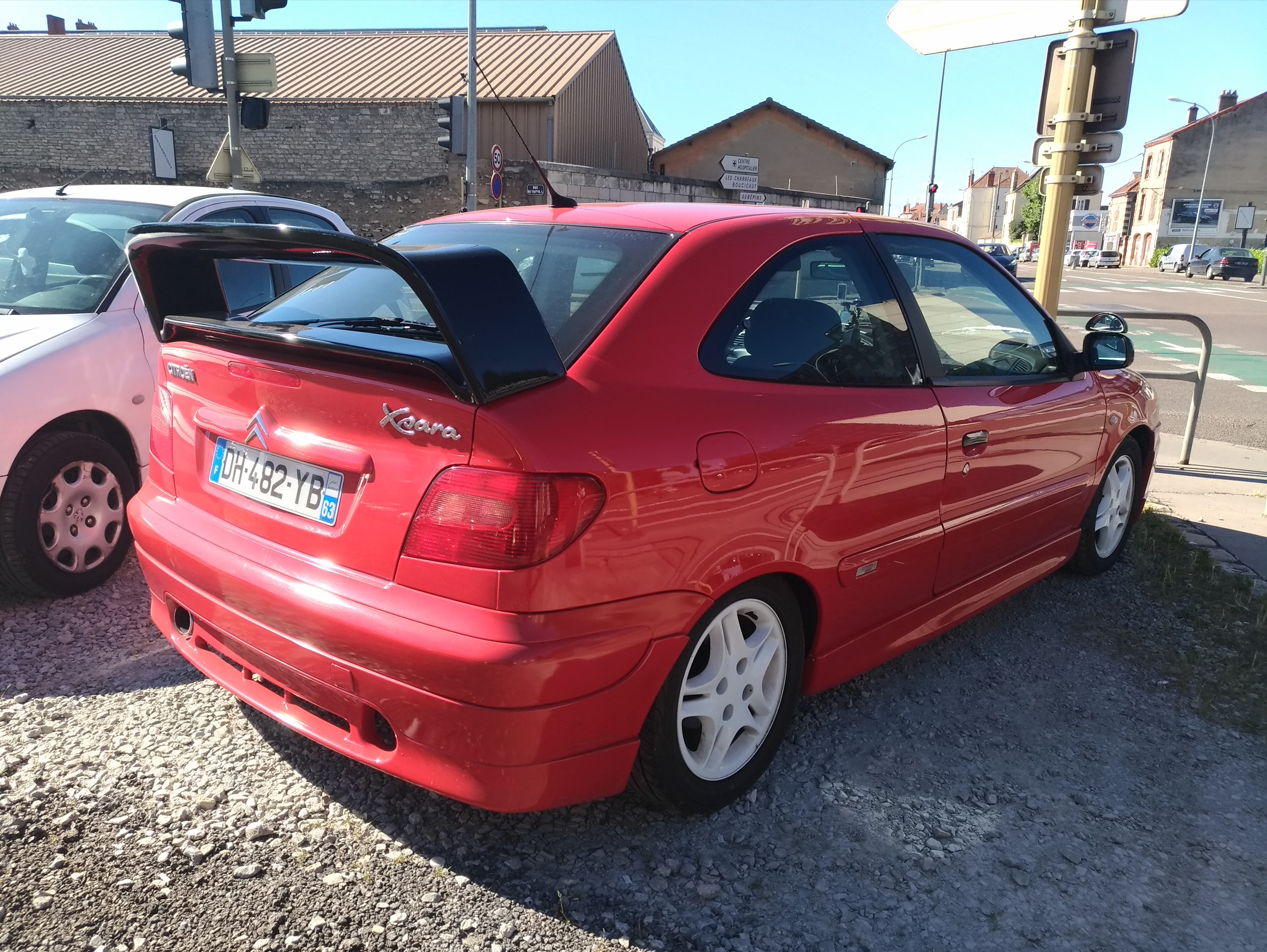
سيتروين اكسارا في تي إس سبورت
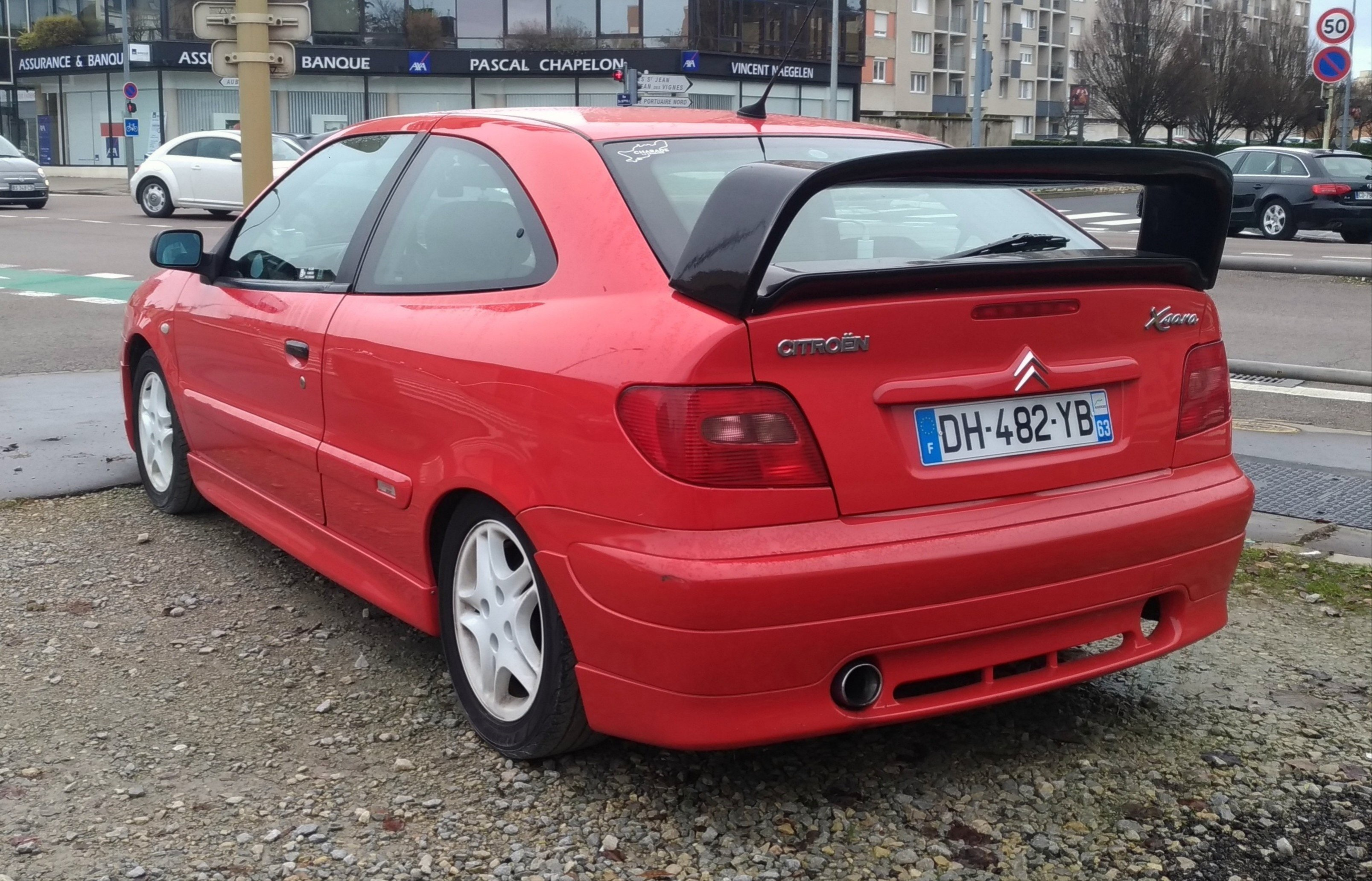
سيتروين اكسارا في تي إس سبورت

## روابط خارجية
كسارا بيكاسو الرسمية في المملكة المتحدة
معلومات طراز إكسارا
اختبار تصادم سيتروين إكسارا
معنى كلمة «كسارا»